# Jope Tuikabe
Jope Tuikabe (ur. 27 listopada 1966) – fidżyjski rugbysta grający w trzeciej linii młyna, reprezentant kraju zarówno w wersji piętnasto-, jak i siedmioosobowej, triumfator Pucharu Świata 1997, dwukrotny srebrny medalista igrzysk Wspólnoty Narodów, trener.
W reprezentacji kraju w rugby 7 występował od 1996 roku. W roku następnym otrzymał powołanie na Puchar Świata w Rugby 7, który Fidżyjczycy zakończyli triumfem. Został wybrany do drużyny gwiazd turnieju. Po tych zawodach Post Fiji wydała serię znaczków upamiętniającą zwycięską drużynę, w której znajdowali się również Waisale Serevi, Taniela Qauqau, Leveni Duvuduvukula, Inoke Maraiwai, Aminiasi Naituyaga, Lemeki Koroi, Marika Vunibaka, Luke Erenavula i Manasa Bari. Fidżyjczykom nie udało się obronić tytułu na Pucharze Świata 2001, bowiem odpadli w półfinałach turnieju głównego po przegranej z Australią. Ogółem, w obu tych turniejach, Tuikabe zdobył dziewięć przyłożeń.
Dwukrotnie wystąpił w igrzyskach Wspólnoty Narodów: w Kuala Lumpur 1998 i Manchesterze 2002, w obu tych turniejach zdobywając srebrny medal po finałowych porażkach z Nowozelandczykami. Zwyciężył natomiast w turnieju rugby 7 na World Games 2001. Brał także udział w kampaniach Fidżyjczyków w IRB Sevens World Series w sezonach 1999/2000, 2000/2001 i 2001/2002.
W ciągu trzech lat występów w kadrze piętnastoosobowej wystąpił w dwudziestu spotkaniach, w tym siedemnastu oficjalnych meczach międzypaństwowych, zdobywając piętnaście punktów – wszystkie z przyłożeń.
W 2001 roku za występy w obu kadrach otrzymał nagrodę dla gracza roku.
Z zawodu był żołnierzem. Trenował armijny zespół rugby 7, na poziomie reprezentacyjnym zaś znajdował się w sztabie szkoleniowym jako asystent trenera bądź selekcjoner.